# Тайвань на летних Олимпийских играх 2008
Китайская Республика участвовала в летних Олимпийских играх 2008 под названием «Китайский Тайбэй» и завоевала четыре медали.

## Медалисты
| Медаль | Спортсмен              | Вид спорта       | Дисциплина        |
| ------ | ---------------------- | ---------------- | ----------------- |
| Бронза | Чэнь Вэйлин            | Тяжёлая атлетика | Женщины, до 48 кг |
| Бронза | Лу Инци                | Тяжёлая атлетика | Женщины, до 63 кг |
| Бронза | Чжу Муянь              | Тхэквондо        | Мужчины, до 58 кг |
| Бронза | Сун Юйци (тхэквондист) | Тхэквондо        | Мужчины, до 68 кг |

## Результаты соревнований

### Академическая гребля
В следующий раунд из каждого заезда проходили несколько лучших экипажей (в зависимости от дисциплины). В финал A выходили 6 сильнейших экипажей, остальные разыгрывали места в утешительных финалах B-F. Тайвань был представлен единственным участником Ван Минхуэем в одиночных мужских соревнованиях.
Мужчины
| Соревнование | Спортсмены  | Предварительный заезд | Предварительный заезд | Предварительный заезд | Отборочный заезд | Отборочный заезд | Отборочный заезд | Четвертьфинал | Четвертьфинал | Четвертьфинал | Полуфинал     | Полуфинал     | Полуфинал     | Финал   | Финал   | Итоговое место |
| Соревнование | Спортсмены  | Заезд                 | Время                 | Место                 | Заезд            | Время            | Место            | Заезд         | Время         | Место         | Заезд         | Время         | Место         | Время   | Место   | Итоговое место |
| ------------ | ----------- | --------------------- | --------------------- | --------------------- | ---------------- | ---------------- | ---------------- | ------------- | ------------- | ------------- | ------------- | ------------- | ------------- | ------- | ------- | -------------- |
| одиночки     | Ван Минхуэй | 6                     | 7:46,83               | 4 Q                   | Не проводится    | Не проводится    | Не проводится    | 3             | 7:17,08       | 5             | Полуфинал C/D | Полуфинал C/D | Полуфинал C/D | Финал D | Финал D | 23             |
| одиночки     | Ван Минхуэй | 6                     | 7:46,83               | 4 Q                   | Не проводится    | Не проводится    | Не проводится    | 3             | 7:17,08       | 5             | 1             | 7:23,75       | 5             | 7:16,28 | 5       | 23             |

### Бадминтон
По результатам квалификационных соревнований Тайвань выставил по одному спортсмену в одиночных мужском и женском разряде, а также одну пару в женском парном разряде.

### Бейсбол
Сборная Тайваня заняла третье место на чемпионате Азии по бейсболу 2007 года, что было недостаточно для автоматической квалификации, и вынуждена была участвовать в  предолимпийском квалификационном турнире. Третье место в этом турнире обеспечило сборной Тайваня путёвку на Олимпиаду. Это будет третье участие сборной Тайваня по бейсболу в Олимпийских играх; на первых играх в 1992 году, на которых проводились бейсбольные соревнования, сборная Тайваня завоевала серебряную медаль.

### Велоспорт
Тайваньский велосипедист Фэн Чункай участвовал в олимпийской велогонке по персональному приглашению Международного Союза Велосипедистов. Приглашение было выслано спортсмену за его выдающиеся заслуги в велоспорте. Фэн Чункай — чемпион Азии 2007 года.

### Дзюдо
По результатам квалификационных соревнований Тайвань выставил двух участниц — в весовых категориях до 52 кг и до 63 кг в соревнованиях женщин.

### Настольный теннис
Тайвань был представлен пятью участниками, которые выступят в мужском одиночном (два), женском одиночном (два) и мужском парном разрядах.

### Парусный спорт
Тайвань был представлен одним участником в классе RS:X.

### Софтбол
Сборная Тайваня обеспечила себе место на Олимпийских Играх, выиграв квалификационный турнир стран Азии и Океании в феврале 2007 года.

### Стрельба
- Женщины, пневматический пистолет 10 м: Хуан Илин.

### Стрельба из лука
На чемпионате мира 2007 года мужская команда Тайваня заняла четвёртое место, а женская — пятое. Тем самым и мужская и женская команды были представлены в полном объёме (по три участника) на Олимпийских Играх 2008 года и участвовали не только в личных, но и в командных соревнованиях.
| Мужчины - Го Чжэнвэй - Ван Чжэнбан - Чэнь Шиюань | Женщины - Юань Шуци - У Хуэйжу - Вэй Бисю |

### Теннис
Тайвань выставит по одному спортсмену в одиночном мужском и женском разрядах и одну пару в женском разряде.
Мужчины
- Лу Яньсюнь

Женщины
- Чжань Юнжань — одиночный и парный
- Чжуан Цзяжун

### Тхэквондо
| Мужчины - До 58 кг - Чжу Муянь - До 68 кг - Сун Юйци | Женщины - До 49 кг - Ян Шу Чунь - До 57 кг - Су Ливэнь |

### Тяжёлая атлетика
| Мужчины - До 56 кг - Ян Цзинъи - Ван Синьюань - До 62 кг - Ян Шэнсюн | Женщины - До 48 кг - Чэнь Вэйлин - До 63 кг - Лу Инци |